# Inácio Glabas
Inácio Glabas (em grego: Ἰγνάτιος Γλαβᾶς) foi um bispo metropolita de Salonica entre 1336 e 1341. Também era correspondente de Nicéforo Gregoras.